# ヤッコソウ科
ヤッコソウ科 (ヤッコソウか、Mitrastemonaceae) は被子植物に属する寄生植物の科。葉緑素を持たない全寄生植物で、森林のシイノキなどの根に寄生する。

## 特徴
ヤッコソウは高知県で発見され、牧野富太郎により命名された。短い地上茎に数枚の小さい葉が対生し、先に花が単生する。ヤッコソウとは大名行列の奴に見立てての命名。
他の数属の全寄生植物とともにラフレシア科に含められることも多かったが、これらは多系統であることが分子系統解析により明らかとなった。ヤッコソウ属はAPG植物分類体系の初期の版では所属不確定とされていたが、第3版ではツツジ目に含めている。
日本では九州・四国地方に分布し、徳島県を北限とする。天然記念物に指定されているものもある。

## 属・種
1属2種だけからなる。
- ヤッコソウ属
  - M. yamamotoi(ヤッコソウ)　分布：四国・九州から東南アジア
  - M. matudae　分布：中南米

## 画像
高知県室戸市金剛頂寺の境内の群生地（高知県指定天然記念物）

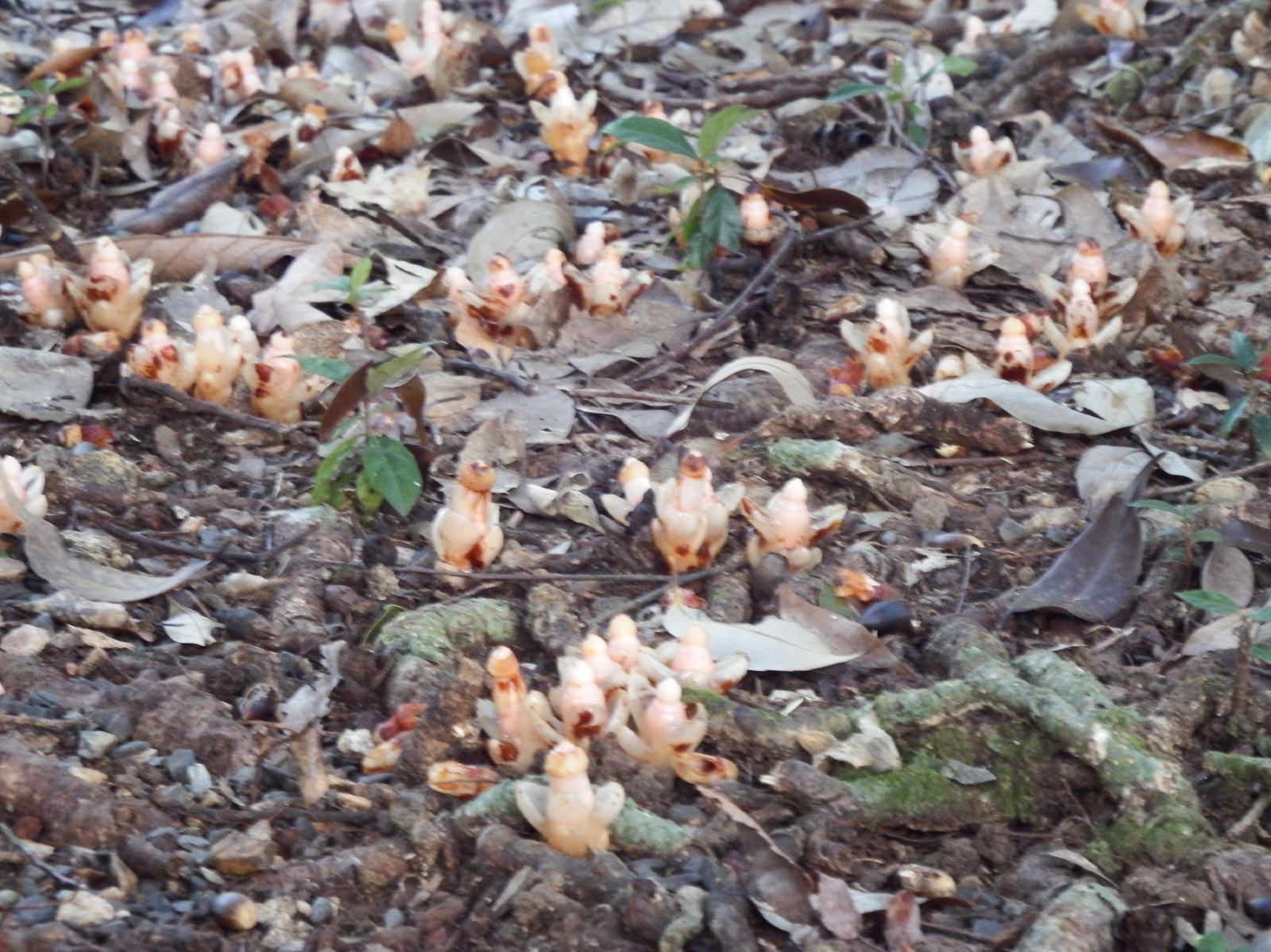
群生
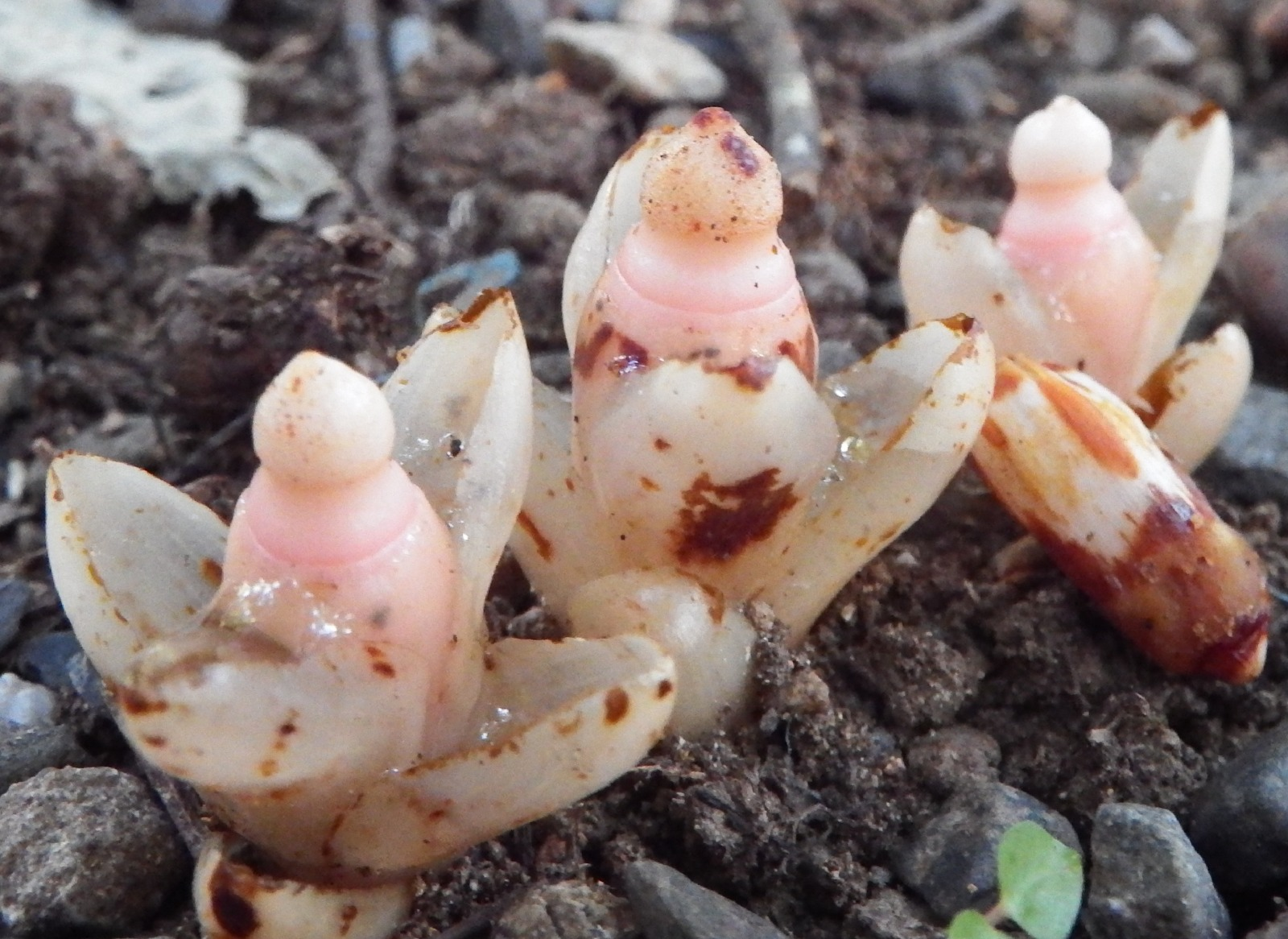
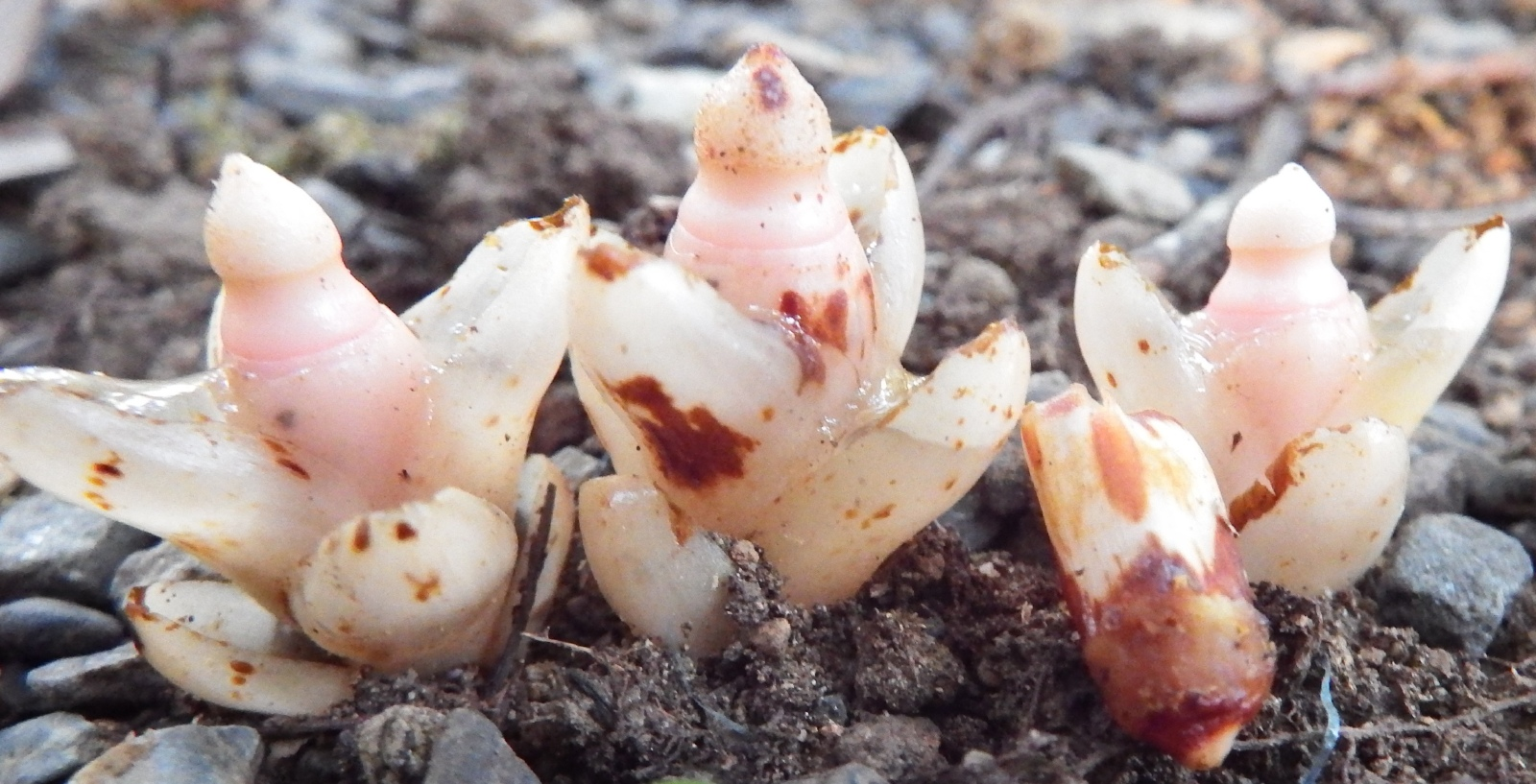